# O Pesadelo de Darwin
O Pesadelo de Darwin (Le Cauchemar de Darwin, título original em francês / Darwin's Nightmare, em inglês) é um documentário de 2004, escrito e dirigido por Hubert Sauper e resultante de uma parceria entre a França, Bélgica e Áustria.
O filme aborda os efeitos sociais e ambientais no Lago Vitória na Tanzânia provocados pela indústria de pesca. O filme estreou em 1 de Setembro de 2004 no Festival Internacional de Cinema de Veneza  e foi nomeado/indicado para o Oscar de melhor documentário em 2006.

## Sinopse
Nas margens do Lago Vitória, o maior lago tropical do mundo, considerado como o berço da Humanidade vive-se o pior pesadelo da globalização.
Na Tanzânia, na década de 1960, a perca-do-nilo, peixe predador voraz, é introduzida no lago como experiência científica. Depois, praticamente todas as populações de peixes indígenas são dizimadas. Desta catástrofe ecológica nasce uma indústria frutuosa, pois a carne branca do enorme peixe é exportada com sucesso em todo o hemisfério norte.
Pescadores, políticos, pilotos russos, prostitutas, industriais e comissários europeus são os atores de um drama que ultrapassa as fronteiras do país africano.
Com o intenso fluxo comercial entre de aviões, especulações surgem acerca de outro tipo de comércio: o comércio de armas.

## Prêmios
Lista não exaustiva:
- 2004 European Film Academy, Melhor Documentário
- 2004 Festival de Cinema Internacional de Viena
- 2005 Festival de Documentários de Salónica, Prémio da audiência
- 2005 Festival Premiers Plans de Angers, Prémio do Júri
- 2005 Festival Internacional de Cinema Contemporâneo do México, Prémio da audiência
- 2005 Festival de Cinema de Sydney, Prémio FIPRESCI
- 2005 Festival de Documentários de Yamagata, Prémio Especial do Júri
- 2006 Prémio César, Melhor primeiro filme
- 2006 Oscar de melhor documentário, nomeado/indicado